# Шумяц
Шумяц (словац. Šumiac) — село в окрузі Брезно Банськобистрицького краю Словаччини. Станом на січень 2017 року в селі проживало 1334 людей.
В селі розташований музей дзвінків.

## Географія
Протікає Шумяцький потік.

## Населення
| Рік:            | 1994. | 2004.   | 2014.   | 2024.   |
| --------------- | ----- | ------- | ------- | ------- |
| Кількість осіб: | 1558  | 1415    | 1290    | 1309    |
| Різниця:        |       | -9,17 % | -8,83 % | +1,47 % |

| Рік:            | 2023. | 2024.   |
| --------------- | ----- | ------- |
| Кількість осіб: | 1310  | 1309    |
| Різниця:        |       | -0,07 % |